# 1対1 (データモデル)

国には首都が1つしかなく、首都は1つの国の首都だ。

システム解析では、 1対1 (英: one-to-one)の関係は、2つの実体（実体関係モデルも参照）AとBの間の関係を参照するカーディナリティの一種であり、Aの1つの要素はBの1つの要素にのみリンクでき、逆もまた同じである。数学的には、AからBまでの全単射関数が存在することになる。たとえば、Aをすべての人間の集合、Bをすべての脳の集合と考える。 Aの人はBの脳を1つだけ持つ。Bの人間の脳は、Aに含まれる1人だけに属する。
リレーショナルデータベースでは、テーブル内の1つの行が別のテーブル内の1つの行のみにリンクされている、またはその逆の場合、1対1の関係が存在すると言う。 1対1の関係はデータのプロパティではなく、関係自体のプロパティである。別の例として、母親とその子供たちのリストは、たまたま子供が1人しかいない母親の場合がある。その場合、母親テーブルの1行は、子供テーブルの1行のみを参照するが、関係自体は1対1ではない。母親には複数の子供がいる可能性があるため、 1対多の関係を形成するためである。